# Ngarmchit Prem Purachatra
Ngarmchit Prem Purachatra (Thai: หม่อมงามจิตต์ บุรฉัตร ณ อยุธยา, geboren am 7. Juni 1915; gestorben am 18. Oktober 1983) war eine thailändische Prinzessin und Philanthropin, die sich für Belange von Kindern, Frauen und sozial Schwachen in ihrem Heimatland einsetzte. Sie wurde durch Heirat Teil der königlichen Familie von Thailand.

## Leben
Ihr Geburtsname (หม่อมงามจิตต์) wurde als Ngamchitti, Ngarmchit oder Ngarm Jittra transliteriert. Sie war die Tochter von Phra Sarasas Palakant, einem Generalleutnant. Ihr Vater war an dem Staatsstreich in Siam 1932 beteiligt und im Jahr 1937 kurzzeitig Minister für wirtschaftliche Angelegenheiten. Er vermittelte zwischen der siamesischen und japanischen Regierung und fand ab 1940 Zuflucht im japanischen Exil, wo er ein Buch über sein Heimatland schrieb.
Ihre Mutter war Swasdi Assavanonth. Ngarmchit Sarasas hatte einen älteren Bruder und drei jüngere Schwestern. Sie besuchte Schulen in Bangkok und studierte später an der Sorbonne in Frankreich, wo ihr Vater an der siamesischen Botschaft stationiert war. In dieser Zeit lernte sie Französisch, Englisch und Spanisch.
Im Jahr 1939 kehrte sie noch vor der Kriegserklärung Thailands an Frankreich in ihr Heimatland zurück. Am 22. Januar 1940 heiratete sie Prinz Prem Purachatra (12. August 1915–24. Juli 1981), den Enkel Königs Chulalongkorn und einzigen Sohn von Purachatra Jayakara. Ihr Ehemann war ein Literaturdozent in Bangkok und bekannt für seine Übersetzungen von Thai-Gedichten ins Englische. Seit ihrer Heirat wurde sie meist als Prinzessin (Ngarmchit) Prem Purachatra bezeichnet. Das Paar hatte keine Kinder, aber einen adoptierten Sohn.
1946 gründeten sie den Standard, eine auf Englisch verfasste Wochenzeitung für das internationale, an Thailand interessierte Publikum. Ngarmchit war Chefredakteurin. Sie war auch Redakteurin mehrerer anderer Publikationen, darunter die Zeitung der Thailändischen Jugendlichen Rotkreuz-Bewegung.
Ab 1943 war Ngarmchit Prem Purachatra in mehreren Wohlfahrtsorganisationen aktiv, darunter die Freiwilligen Rotkreuz-Helfer Thailands und die YWCA. Unter königlicher Patronage gründete sie Schulen und Hilfsorganisationen für Kinder, Kranke und sozial Benachteiligte. 1970 war sie Initiatorin der thailändischen SOS Children Foundation. Sie gründete unter anderem Stiftungen für Kriegsversehrte (1944), geistig Behinderte (1962) und körperlich Behinderte (1980). Ihre Beiträge hatten einen erheblichen Einfluss auf das soziale und kulturelle Wohlergehen Thailands.
Ihr Ehemann Prem Purachatra war zwischen 1968 und 1975 Botschafter in Indien, Nepal, Afghanistan, Sri Lanka, Dänemark und Norwegen. Sie begleitete ihn an die jeweiligen Posten und konnte darum die heimatliche Wohlfahrtstätigkeit und auch ihre Tätigkeit als Redakteurin des Standard nicht mehr fortsetzen, die sie mehr als 20 Jahre durchgeführt hatte.
Ngarmchit Prem Purachatra war bereits seit 1959 zur Präsidentin des damals auf ihre Initiative neu gegründeten National Council of Women of Thailand gewählt worden, dem nationalen Ableger des Internationalen Frauenrats (ICW). Für den ICW war sie in der Periode von 1976 bis 1979 Präsidentin. Sie besuchte in dieser Funktion im April 1978 auf Einladung des Deutschen Frauenrings die Bundesrepublik Deutschland.
Sie interessierte sich auch für das traditionelle Handwerk und gründete im Jahr 1981 die Asian Handicraft Promotion and Development Association, eine lokale UNESCO-Partnerorganisation. Auch an anderen Programmen zur ländlichen Entwicklung war sie beteiligt. Zudem spendete sie für gelehrte buddhistische Institutionen, aber auch für muslimische und christliche Einrichtungen. In den ersten Jahren des Krieges zwischen Kambodscha und Vietnam unterstützte sie Spendenkampagnen für Grenzsoldaten an der Grenze zu Kambodscha.
Ngarmchit Prem Purachatra überlebte ihren Ehemann um zwei Jahre und starb 1983 nach längerem Krankenhausaufenthalt.

## Würdigung
Sie wurde für ihre Verdienste unter anderem ausgezeichnet mit dem Orden der Krone von Thailand (2. Klasse), dem Weißen Elefantenorden (3. Klasse) und dem Orden von Chula Chom Klao (2. Klasse).
Ngarmchit Prem Purachatra wurde im Jahr 2015 zum Gedenken ihres 100-jährigen Geburtstags auf einer 3-Baht-Briefmarke gewürdigt.
Mehrere soziale Stiftungen agieren noch heute mit ihrem Namen.